# هيلين هوبز
هيلين هوبز (بالإنجليزية: Helen Hobbs)‏ هي عالمة كيمياء حيوية وأستاذة جامعية وطبيبة أمريكية، ولدت في 5 مايو 1952 في بوسطن في الولايات المتحدة.